# Elecciones estatales de Baja California de 1998
Las Elecciones estatales de Baja California de 1998 se llevaron a cabo el domingo 2 de agosto de 1998, y en ellas fueron los elegidos siguientes cargos de elección popular:
- 5 ayuntamientos: formados por un Presidente municipal y regidores electo para un periodo de tres años no reelegibles para un período inmediato.
- 25 diputados del Congreso del Estado: 16 elegidos por mayoría relativa elegidos en cada uno de los distritos electorales del estado y 9 elegidos por el principio de representación proporcional.[1]

## Resultados electorales

### Ayuntamientos

#### Ayuntamiento de Ensenada
|  | 37.41 % |

|  | 38.75 % |

|  | 15.08 % |

|  | 1.60 % |

|  | 0 % |

|  | 0.49 % |

|  | 0.54 % |

|  | 45.57 % |

#### Ayuntamiento de Tecate
|  | 21.95 % |

|  | 44.73 % |

|  | 23.83 % |

|  | 4.60 % |

|  | 3.28 % |

|  | 0.16 % |

|  | 50.52 % |

#### Ayuntamiento de Playas de Rosarito
|  | 44.8 % |

|  | 37.48 % |

|  | 10.13 % |

|  | 4.60 % |

|  | 49.48 % |

### Diputaciones

#### Distrito 1
| Partido Político/Alianza | Partido Político/Alianza               | Candidato                         | Votos  | Porcentaje |
| ------------------------ | -------------------------------------- | --------------------------------- | ------ | ---------- |
|                          | Partido Acción Nacional                | Juan Manuel Molina Rodríguez      | 15,092 | 45.59%     |
|                          | Partido Revolucionario Institucional   | María del Refugio Olivia Villalaz | 12,263 | 37.05%     |
|                          | Alianza (PRD-PARM)                     | César Valerio Castillo            | 1,835  | 5.54%      |
|                          | Partido del Trabajo                    | Óscar Dorantes Martínez           | 247    | 0.75%      |
|                          | Partido Verde Ecologista de México     | Alfredo Esquerro Chao             | 603    | 1.82%      |
|                          | Partido de Baja California             | Jesús Humberto Beltrán López      | 1,302  | 3.93%      |
|                          | Partido de la Revolución Socialista    | Martha Alicia García García       | 392    | 1.18%      |
|                          | Partido Progresista de Baja California | Miguel NIeves Bernal              | 251    | 0.76%      |

#### Distrito 2
| Partido Político | Partido Político                       | Candidato                     | Votos  | Porcentaje |
| ---------------- | -------------------------------------- | ----------------------------- | ------ | ---------- |
|                  | Partido Acción Nacional                | Guillermo Aguilar Caiten      | 16,581 | 43.72%     |
|                  | Partido Revolucionario Institucional   | Manuel Alberto Ramos Rubio    | 14,498 | 38.23%     |
|                  | Partido de la Revolución Democrática   | Fredie Alberto Hernández      | 2,037  | 5.37%      |
|                  | Partido del Trabajo                    | Sebastián Garzón Espinoza     | 272    | 0.72%      |
|                  | Partido Verde Ecologista de México     | Mario Gabriel Martínez        | 673    | 1.77%      |
|                  | Partido de Baja California             | Francisco Enrique Postlewaite | 2,047  | 5.40%      |
|                  | Partido de la Revolución Socialista    | Lorenzo Cortez Beltrán        | 708    | 1.87%      |
|                  | Partido Progresista de Baja California | Alfredo Montesinos            | 172    | 0.45%      |

#### Distrito 3
| Partido Político | Partido Político                       | Candidato                         | Votos  | Porcentaje |
| ---------------- | -------------------------------------- | --------------------------------- | ------ | ---------- |
|                  | Partido Acción Nacional                | Alejandro Bahena Flores           | 18,159 | 47.31%     |
|                  | Partido Revolucionario Institucional   | Roberto Argüelles Sandoval        | 13,115 | 34.17%     |
|                  | Partido de la Revolución Democrática   | Rodrigo Soto Aguilera             | 2,029  | 5.29%      |
|                  | Partido del Trabajo                    | Paulina María Antonieta Ortíz Es. | 342    | 0.89%      |
|                  | Partido Verde Ecologista de México     | Jorge Guillermo Martínez Mendoza  | 723    | 1.88%      |
|                  | Partido de Baja California             | César Leonardo Castro Crecer      | 1,951  | 5.08%      |
|                  | Partido de la Revolución Socialista    | Luis Alfonso Vargas Silva         | 887    | 2.31%      |
|                  | Partido Progresista de Baja California | Israel Tagle López                | 157    | 0.41%      |

#### Distrito 4
| Partido Político | Partido Político                       | Candidato                      | Votos  | Porcentaje |
| ---------------- | -------------------------------------- | ------------------------------ | ------ | ---------- |
|                  | Partido Acción Nacional                | José Felix Arango Pérez        | 16,728 | 49.86%     |
|                  | Partido Revolucionario Institucional   | Víctor Manuel Trucios González | 10,960 | 32.67%     |
|                  | Partido de la Revolución Democrática   | J. Guadalupe González Rubio    | 2,094  | 6.24%      |
|                  | Partido del Trabajo                    | Rafaél René Sanabria Becerra   | 334    | 1.00%      |
|                  | Partido Verde Ecologista de México     | Cándido Zataráin Talamantes    | 947    | 2.82%      |
|                  | Partido de Baja California             | María Mojardín Zámano          | 1,221  | 3.64%      |
|                  | Partido de la Revolución Socialista    | Miguel Ángel Medina Romo       | 291    | 0.87%      |
|                  | Partido Progresista de Baja California | José Hugo Villalobos López     | 127    | 0.38%      |

#### Distrito 5
| Partido Político | Partido Político                       | Candidato                                        | Votos  | Porcentaje |
| ---------------- | -------------------------------------- | ------------------------------------------------ | ------ | ---------- |
|                  | Partido Acción Nacional                | Dolores de María Manuel Gómez A                  | 9,137  | 29.44%     |
|                  | Partido Revolucionario Institucional   | Sergio Avitia Nalda                              | 16,109 | 51.90%     |
|                  | Partido de la Revolución Democrática   | Bulmaro Rosas Mendívil                           | 3,367  | 10.85%     |
|                  | Partido del Trabajo                    | Enrique Leonardo Safont Espinosa de los Monteros | 383    | 1.23%      |
|                  | Partido de Baja California             | Máximo Salas González                            | 500    | 1.61%      |
|                  | Partido de la Revolución Socialista    | Arturo Flores Navarro                            | 105    | 0.34%      |
|                  | Partido Progresista de Baja California | Enrique Reza Armenta                             | 58     | 0.19%      |

#### Distrito 6
| Partido Político | Partido Político                       | Candidato                       | Votos  | Porcentaje |
| ---------------- | -------------------------------------- | ------------------------------- | ------ | ---------- |
|                  | Partido Acción Nacional                | Héctor Francisco Núñez Aguilera | 10,369 | 35.23%     |
|                  | Partido Revolucionario Institucional   | David Gutiérrez Piceno          | 13,093 | 44.49%     |
|                  | Partido de la Revolución Democrática   | Aida Canett Larrinaga           | 2,646  | 8.99%      |
|                  | Partido del Trabajo                    | Teresa de Jesús Ramírez Núñez   | 406    | 1.38%      |
|                  | Partido Verde Ecologista de México     | José Marvel Manríquez Peraza    | 531    | 1.80%      |
|                  | Partido de Baja California             | Jesús Bernardo Cruz Palacios    | 703    | 2.39%      |
|                  | Partido de la Revolución Socialista    | Pablo Guerrero Cañez            | 423    | 1.44%      |
|                  | Partido Progresista de Baja California | Francisco Contreras Mora        | 151    | 0.51%      |

#### Distrito 7
| Partido Político | Partido Político                     | Candidato                         | Votos | Porcentaje |
| ---------------- | ------------------------------------ | --------------------------------- | ----- | ---------- |
|                  | Partido Acción Nacional              | Francisco Javier Arriola del Toro | 5,373 | 25.69%     |
|                  | Partido Revolucionario Institucional | Héctor Esparza Herrera            | 9,192 | 43.95%     |
|                  | Partido de la Revolución Democrática | Efrén Macías Lezama               | 4,091 | 19.56%     |
|                  | Partido del Trabajo                  | Jesús Mendez Zayas                | 735   | 3.51%      |
|                  | Partido Verde Ecologista de México   | Joaquín Eduardo Peñaloza Sánchez  | 784   | 3.75%      |
|                  | Partido de la Revolución Socialista  | Francisco Miguel Velázquez A.     | 46    | 0.22%      |

#### Distrito 8
| Partido Político | Partido Político                     | Candidato                         | Votos  | Porcentaje |
| ---------------- | ------------------------------------ | --------------------------------- | ------ | ---------- |
|                  | Partido Acción Nacional              | Sergio Gómez Mora                 | 16,870 | 42.57%     |
|                  | Partido Revolucionario Institucional | Edgar Arturo Fernández Bustamante | 16,045 | 40.49%     |
|                  | Partido de la Revolución Democrática | Araceli Domínguez Medina          | 3,627  | 9.15%      |
|                  | Partido del Trabajo                  | Juan Manuel Serratos Valle        | 705    | 1.78%      |
|                  | Partido Verde Ecologista de México   | Ramón Humberto Chairez Alonso     | 1,222  | 3.08%      |
|                  | Partido de la Revolución Socialista  | Hector Beningno Regil Matei       | 101    | 0.25%      |

#### Distrito 9
| Partido Político | Partido Político                     | Candidato                    | Votos  | Porcentaje |
| ---------------- | ------------------------------------ | ---------------------------- | ------ | ---------- |
|                  | Partido Acción Nacional              | Miguel Delfín Castro         | 16,893 | 42.90%     |
|                  | Partido Revolucionario Institucional | David Ruvalcaba Flores       | 16,174 | 41.07%     |
|                  | Partido de la Revolución Democrática | Sarina Campbell Quiroz       | 3,045  | 7.73%      |
|                  | Partido del Trabajo                  | Silverio De la Mora Ceballos | 705    | 1.79%      |
|                  | Partido Verde Ecologista de México   | Rodolfo Márquez Fernández    | 1,132  | 2.87%      |
|                  | Partido de la Revolución Socialista  | Jesús Díaz                   | 100    | 0.25%      |

#### Distrito 10
| Partido Político | Partido Político                     | Candidato                             | Votos  | Porcentaje |
| ---------------- | ------------------------------------ | ------------------------------------- | ------ | ---------- |
|                  | Partido Acción Nacional              | Héctor Magaña Mosqueda                | 19,696 | 49.32%     |
|                  | Partido Revolucionario Institucional | Alejandro Fernando Lugo Perales       | 14,392 | 36.04%     |
|                  | Partido de la Revolución Democrática | Leoncio Raúl Ramírez Baena            | 3,105  | 7.77%      |
|                  | Partido del Trabajo                  | Ismael Pérez Mejía                    | 673    | 1.69%      |
|                  | Partido Verde Ecologista de México   | Guillermo Arturo Sandoval de la Torre | 1,229  | 3.08%      |
|                  | Partido de la Revolución Socialista  | Manuel Jesús Llaguno Domínguez        | 89     | 0.22%      |

#### Distrito 11
| Partido Político | Partido Político                     | Candidato                | Votos  | Porcentaje |
| ---------------- | ------------------------------------ | ------------------------ | ------ | ---------- |
|                  | Partido Acción Nacional              | Martin Domínguez Rocha   | 18,432 | 47.27%     |
|                  | Partido Revolucionario Institucional | N.D                      | 12,581 | 32.26%     |
|                  | Partido de la Revolución Democrática | N.D                      | 3,988  | 10.23%     |
|                  | Partido del Trabajo                  | N.D                      | 1,383  | 3.55%      |
|                  | Partido Verde Ecologista de México   | Luz María Navarro García | 1,260  | 3.23%      |
|                  | Partido de la Revolución Socialista  | N.D                      | 333    | 0.85%      |

#### Distrito 12
| Partido Político | Partido Político                     | Candidato                   | Votos  | Porcentaje |
| ---------------- | ------------------------------------ | --------------------------- | ------ | ---------- |
|                  | Partido Acción Nacional              | Sócrates Bastidas Hernández | 16,982 | 43.63%     |
|                  | Partido Revolucionario Institucional | N.D                         | 15,916 | 40.90%     |
|                  | Partido de la Revolución Democrática | N.D                         | 3,070  | 7.89%      |
|                  | Partido del Trabajo                  | N.D                         | 786    | 2.02%      |
|                  | Partido Verde Ecologista de México   | Luis Alfonso Mateos Núñez   | 1,042  | 2.68%      |
|                  | Partido de Baja California           | Gabriel Rodriguez Romero    | 97     | 0.25%      |
|                  | Partido de la Revolución Socialista  | N.D                         | 97     | 0.25%      |

#### Distrito 13
| Partido Político | Partido Político                     | Candidato                | Votos  | Porcentaje |
| ---------------- | ------------------------------------ | ------------------------ | ------ | ---------- |
|                  | Partido Acción Nacional              | Héctor Baltazar Chipres  | 13,946 | 41.06%     |
|                  | Partido Revolucionario Institucional | N.D                      | 12,622 | 37.16%     |
|                  | Partido de la Revolución Democrática | N.D                      | 4,163  | 12.26%     |
|                  | Partido del Trabajo                  | N.D                      | 1,338  | 3.94%      |
|                  | Partido Verde Ecologista de México   | Carlo Miguel Tomola Vega | 906    | 2.67%      |
|                  | Partido de la Revolución Socialista  | N.D                      | 84     | 0.25%      |

#### Distrito 14
| Partido Político | Partido Político                     | Candidato                       | Votos  | Porcentaje |
| ---------------- | ------------------------------------ | ------------------------------- | ------ | ---------- |
|                  | Partido Acción Nacional              | Alejandro Pedrín Márquez        | 15,806 | 37.68%     |
|                  | Partido Revolucionario Institucional | N.D                             | 14,386 | 34.30%     |
|                  | Partido de la Revolución Democrática | N.D                             | 6,489  | 15.47%     |
|                  | Partido del Trabajo                  | N.D                             | 1,060  | 2.53%      |
|                  | Partido Verde Ecologista de México   | Olga Edith Lucero Walfors       | 1,667  | 3.97%      |
|                  | Partido de Baja California           | Víctor Manuel Morineau Carrillo | 418    | 1.00%      |
|                  | Partido de la Revolución Socialista  | N.D                             | 342    | 0.82%      |

#### Distrito 15
| Partido Político | Partido Político                     | Candidato                    | Votos  | Porcentaje |
| ---------------- | ------------------------------------ | ---------------------------- | ------ | ---------- |
|                  | Partido Acción Nacional              | N.D                          | 13,619 | 33.74%     |
|                  | Partido Revolucionario Institucional | Sergio Javier Loperena Núñez | 16,637 | 41.22%     |
|                  | Partido de la Revolución Democrática | N.D                          | 6,194  | 15.34%     |
|                  | Partido del Trabajo                  | N.D                          | 630    | 1.56%      |
|                  | Partido Verde Ecologista de México   | Enrique Courtade Pedrero     | 1,562  | 3.87%      |
|                  | Partido de Baja California           | Jesús Efraín Grijalva Osuna  | 242    | 0.60%      |
|                  | Partido de la Revolución Socialista  | N.D                          | 107    | 0.27%      |

#### Distrito 16
| Partido Político | Partido Político                     | Candidato                   | Votos  | Porcentaje |
| ---------------- | ------------------------------------ | --------------------------- | ------ | ---------- |
|                  | Partido Acción Nacional              | Guillermo García Valenzuela | 13,753 | 37.68%     |
|                  | Partido Revolucionario Institucional | Jaime Martínez Veloz        | 14,500 | 39.73%     |
|                  | Partido de la Revolución Democrática | José Luis Sabori Granados   | 4,742  | 12.99%     |
|                  | Partido del Trabajo                  | José Tomás Navarro Reynoso  | 1,088  | 2.98%      |
|                  | Partido Verde Ecologista de México   | Edmundo Lara Arredondo      | 1,047  | 2.87%      |
|                  | Partido de Baja California           | Manuel Villa López          | 88     | 0.24%      |
|                  | Partido de la Revolución Socialista  | María Guadalupe Rivera      | 68     | 0.19%      |

## Resultados
| Partido | Partido | Partido                              | Diputados        | Diputados    | Diputados |  |
| Partido | Partido | Partido                              | Mayoría relativa | Plurinominal | Total     |  |
|         |         | Partido Acción Nacional              | 11               |              | 11/25     |  |
|         |         | Partido Revolucionario Institucional | 5                | 6            | 11/25     |  |
|         |         | Partido de la Revolución Democrática |                  | 3            | 3/25      |  |
| Total   | Total   | Total                                | 16               | 9            | 25        |  |